# Avions Voisin C20
Pour les articles homonymes, voir Avions Voisin et C20.
Une Avions Voisin C20 ou Avions Voisin Type C20 est une voiture de prestige, de l'ancien avionneur et constructeur automobile français Gabriel Voisin. Présentée au Salon de L'Auto de Paris 1930, il n'en reste à ce jour qu'un seul exemplaire, une C20 demi-berline « Mylord » de 1931.

## Historique
En temps qu'avionneur pionnier de l'histoire de l'aviation, les frères Gabriel Voisin et Charles Voisin fondent leur industrie Voisin frères en 1906 à Issy-les-Moulineaux près de Paris. Gabriel Voisin reconvertit son industrie en constructeur automobile de prestige Avions Voisin à la fin de la Première Guerre mondiale, pour rivaliser avec les marques d’élite de l'époque Bugatti, Hispano-Suiza, Isotta Fraschini, Bentley, ou Rolls-Royce...

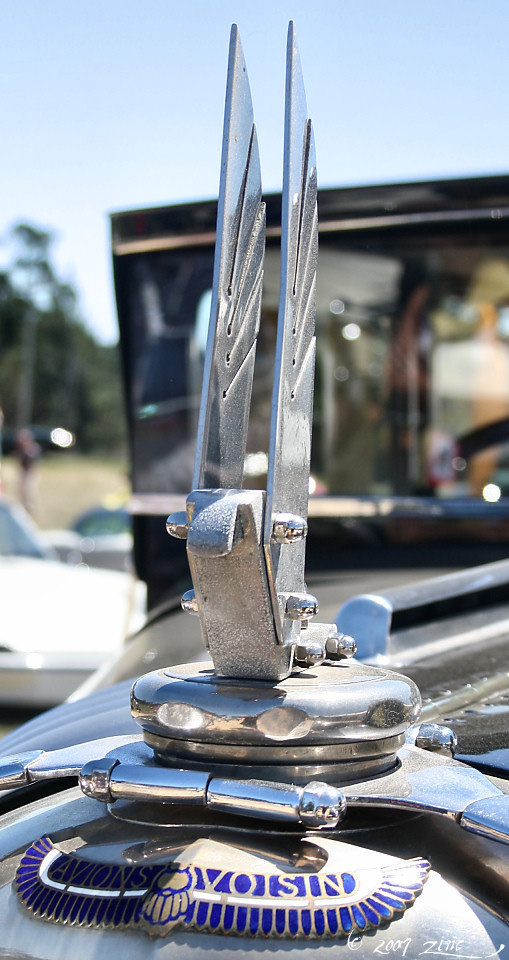
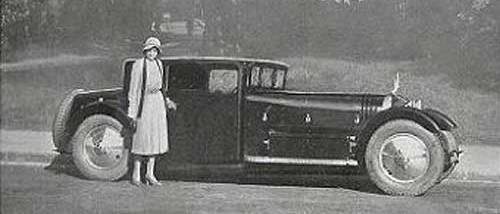
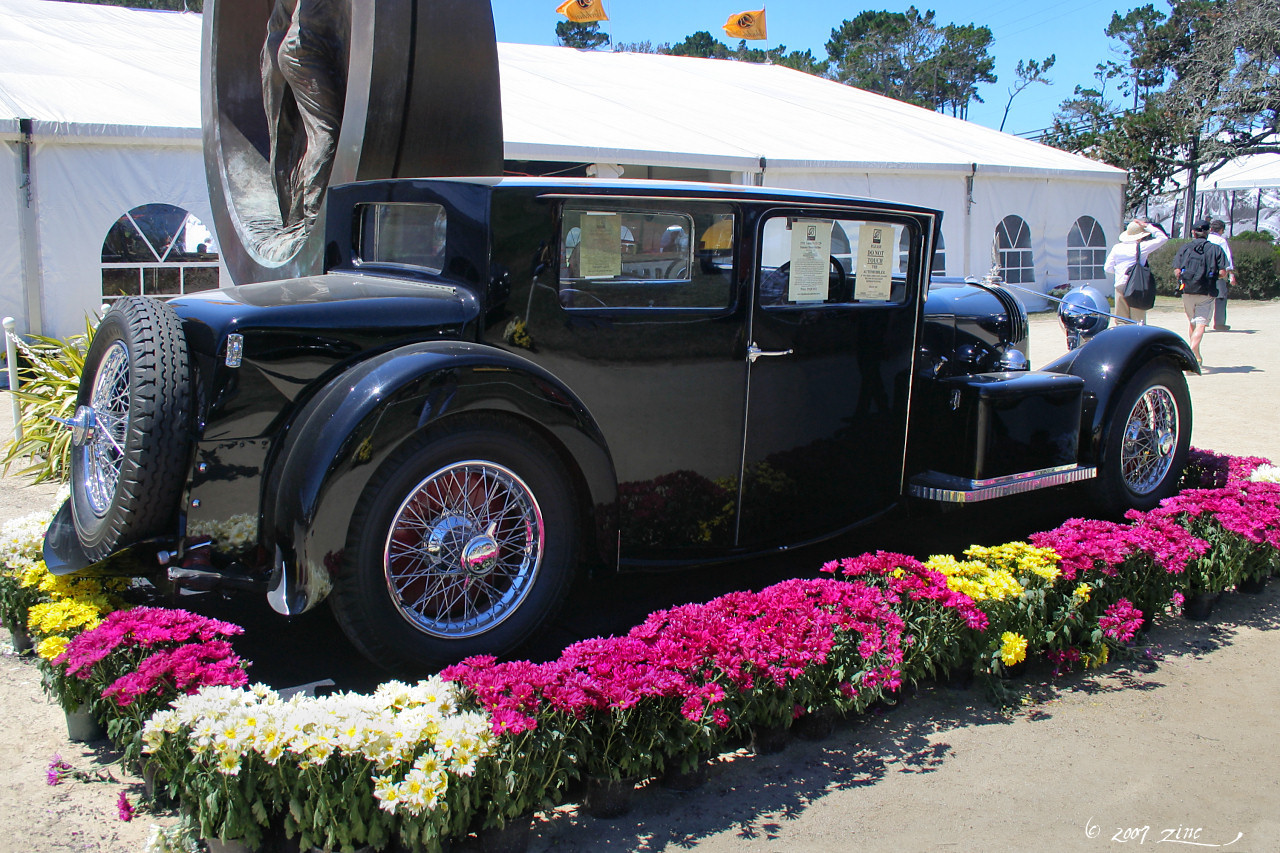

Gabriel Voisin conçoit ce modèle C20 d'exception à carrosserie surbaissée, de 1,5 m de hauteur, de style Art déco en vogue de l'époque, avec une carrosserie en aluminium et un tableau de bord inspirés de l’aéronautique, proposée en plusieurs modèles : châssis-moteur nu Simoun (carrossable par des carrossiers indépendants), berline Myra , demi-berline coupé Mylord, et cabriolet Myrte. Elle est motorisée par le premier moteur V12 à soupape à manchon Knight engine (en) de la marque, de 4,9 L pour 113 ch et 150 km/h de vitesse de pointe, proposé en option sur des Avions Voisin C18 « Diane » précédentes de 1929,.
Présentée au Salon de l'Auto 1930, elle est très peu vendue de par son prix très élevé et très au dessus des concurrentes équivalentes de l'époque, et au krach de 1929 et Grande Dépression. Le moteur 12 cylindres est proposé sur plusieurs modèles de la marque, il équipera aussi une unique Bucciali Il ne reste à ce jour qu'un exemplaire unique connu de C20, une demi-berline « Mylord » qui, après avoir appartenu un temps entre autres au musée de l'automobile de Blackhawk près de San Francisco en Californie, et avoir remporté le prestigieux concours d'élégance d'Amelia Island 2009, est acquise aux enchères pour 2,7 millions de dollars en 2010 par un collectionneur privé,.